# Methode der idealtypisch-vergleichenden Einzelfallanalyse
Die Methode der idealtypisch-vergleichenden Einzelfallanalyse (MIVEA) ist ein Verfahren zur Erstellung von Kriminalprognosen. Die Anwendung der Methode setzt keine medizinischen oder psychologischen Fachkenntnisse voraus. Sie kann aus Sicht ihrer Vertreter in allen Phasen des Strafverfahrens von Richtern, Staatsanwälten, Rechtsanwälten, Jugendgerichtshelfern und von Mitarbeitern des Strafvollzuges wie auch Bewährungshelfern und Polizisten genutzt werden. Außerdem lässt sie sich den Vertretern des Verfahrens zufolge auch in Schule, Jugendhilfe, Erziehungsberatung und in der Familiengerichtshilfe verwenden.

## Wissenschaftliche Grundlage
Die MIVEA entstand unter der Federführung von Hans Göppinger und unter Mitarbeit von Michael Bock und anderen im Rahmen einer qualitativen Zweitauswertung der Tübinger Jungtäter-Vergleichsuntersuchung (TJVU), der bislang aufwendigsten deutschen kriminologischen Vergleichsuntersuchung. Die TJVU wurde 1965 begonnen, die letzten Nachuntersuchungen erfolgten 1995. Außerdem legten Wolfgang Stelly und Jürgen Thomas 2001 einen Vergleich der TJVU mit angloamerikanischen Langzeitstudien vor, wobei sich keine relevanten Abweichungen zeigten.
Bei der TJVU wurde eine Häftlingsstichprobe mit 200 männlichen Strafgefangenen einer ebenso großen Vergleichsgruppe Nicht-Inhaftierter gegenübergestellt, um Differenzen in Sozialverhalten und Lebenszuschnitt zu erfassen und zu systematisieren. In der qualitativen Zweitauswertung wurden aus dem umfänglichen Material der 400 Einzelfalldarstellungen idealtypische Verhaltensweisen und Verlaufsformen für kriminovalentes und kriminoresistentes Handeln destilliert. Die Arbeit mit Idealtypen lehnt sich methodisch an Max Weber an. Die TJVU wurde in mehrfacher Hinsicht kritisiert. Insbesondere wurden methodische Einwände dagegen geltend gemacht, dass es sich bei den untersuchten Häftlingen um eine vorselektierte Gruppe gehandelt habe. Es sei nicht auszuschließen, dass die bei den Häftlingen gefundenen Kriterien letztlich nur die Auswahlpraxis von Polizei und Justiz widerspiegelten.
Der Begriff Methode der idealtypisch-vergleichenden Einzelfallanalyse wurde erstmals 1985 von Hans Göppinger in seinem Buch Angewandte Kriminologie verwandt, das Kürzel MIVEA wurde von Michael Bock erfunden.
Die MIVEA ist ausdrücklich eine Methode zur Untersuchung von Einzelfällen und versteht sich nicht als Theorie zur Erklärung von Kriminalitätsursachen. Inhaltliche Übereinstimmung besteht am ehesten mit der Entwicklungskriminologie.

## Menschenbild
Im Gegensatz zu manchen Kriminalitätstheorien geht die MIVEA vom Menschen als einem eigenverantwortlichen, zur Selbstbestimmung fähigen Individuum aus. Er sei nicht (wie eine Reaktionsmaschine) natürlichen oder kulturellen Umständen hilflos ausgeliefert. Er müsse und könne stets entscheiden, wie er sich gegenüber (auch sehr ungünstigen) Daseinsbedingungen verhält. Anlage- oder umweltbedingtes automatisches kriminelles Verhalten wird von den Vertretern der MIVEA bestritten. Wäre es anders, müssten, so Bock, zwangsläufig alle Menschen, die beispielsweise quälenden Erziehungsbedingungen ausgesetzt waren, deviantes Verhalten zeigen. Das sei aber nachweislich nicht der Fall.

## Mehrdimensionale Vorgehensweise
Die mehrdimensionale Diagnosemethode besteht aus den drei Elementen: Lebenslängsschnittanalyse, Lebensquerschnittanalyse und einer Interpretation von Relevanzbezügen und Wertorientierung. Es schließt sich dann noch eine Prüfung besonderer Chancen und Risiken für Interventionen (oder ihres Unterlassens) an, etwa nach besonderen Begabungen und Fertigkeiten (Ressourcen) oder Handicaps.

### Längsschnittanalyse
Für die Lebenslängsschnittanalyse wurden ganze Staffeln von Verhaltensweisen (in den Feldern: Verhalten gegenüber der elterlichen Erziehung, Aufenthaltsbereich, Leistungsbereich, Freizeitbereich, Kontaktbereich sowie Delinquenzbereich) formuliert, in denen das (einerseits kriminovalente und andererseits kriminoresistente) Verhalten beschrieben wird. Dabei sind die idealtypischen Verhaltensweisen stets als unüberschreitbare Außenpunkte eines Möglichkeitsraumes zu betrachten. Innerhalb dieses gedachten Möglichkeitsraumes wird dann das Verhalten des Probanden in den einzelnen Bereichen jeweils verortet. Eine in vielen Bereichen über längere Zeiträume erkennbare Nähe zu den kriminovalenten Außenpolen (in der MIVEA-Terminologie: K-idealtypischen Verhaltensweisen) deutet auf eine erhöhte Kriminalitätsgefährdung beziehungsweise auf hohe Rückfallwahrscheinlichkeit.

### Querschnittanalyse
Um zu überprüfen, ob sich die Entwicklung im Lebenslängsschnitt bruchlos fortsetzt oder ob es Heraus- oder Hineinentwicklungen in Bezug auf kriminovalentes Verhalten gibt, wird die Lebenslängsschnittanalyse durch (eine oder, falls mehrere „Wendepunkte“ denkbar erscheinen, auch zwei oder mehr) Querschnittsanalysen ergänzt. Eine Querschnittsanalyse für den Zeitraum der letzten Tat ist bindend vorgeschrieben. Kommt es zu einer sehr späten Inhaftierung (wegen langwieriger oder spät angesetzter Gerichtsverhandlungen), bietet sich eine zweite Querschnittsanalyse an. Dabei werden idealtypische Verhaltensweisen per Kriterienliste überprüft, wobei (im Gegensatz zu einfachen Checklisten) das Vorliegen bzw. Nichtvorliegen der jeweiligen Kriterien ausführlich begründet werden muss.

### Wertvorstellungen und Relevanzbezüge
Im dritten Schritt werden die Wertvorstellungen und Relevanzbezüge des jeweiligen Probanden ermittelt. Relevanzbezüge beschreiben das, was ein Mensch am liebsten tut, was ihn am meisten antreibt, beziehungsweise das, was er um keinen Preis tun würde oder in ihm, wenn etwas ihnen entgegenstehendes geschieht, große Aversionen erzeugt. Wertvorstellungen sind relativ leicht zu ermitteln, weil sie oft nur situationsbezogen im Bewusstsein präsent sind. Sie sind ggf. nicht emotional verankert und wirklich handlungsleitend (wie im Alltag: jemand macht „Sprüche“). Schwieriger zu erfassen ist die meist unbewusste, aber letztlich entscheidende Wertorientierung.

### Analyse
Im dann folgenden Analyseschritt wird überprüft, wie Relevanzbezüge und Wertvorstellungen zu den Erkenntnissen aus Längs- und Querschnittanalyse passen.

## Die Stellung der Tat im Lebenslängsschnitt
Aus der Längsschnittanalyse wird im Rahmen einer kriminologischen Beurteilung eine Zuordnung zu (ebenfalls idealtypischen) Verlaufsformen gewonnen. Dabei werden sechs Verlaufsformen zu Grunde gelegt, die zu einem Möglichkeitsraum aufgefächert werden. Kein Lebenslängsschnitt ist identisch mit einer dieser idealtypischen Verlaufsformen, es gibt nur Annäherungen oder Positionen, die genau (oder irgendwo) dazwischen liegen.
- 1. Die kontinuierliche Hinentwicklung zur Kriminalität mit frühem Beginn
- 2. Die kontinuierliche Hinentwicklung zur Kriminalität mit spätem Beginn
- 3. Die Kriminalität im Rahmen der Persönlichkeitsreifung
- 4. Die Kriminalität in Krisen
- 5. Die Kriminalität bei sonstiger sozialer Unauffälligkeit
- 6. Die kontinuierliche Hinentwicklung zur Kriminoresistenz

Im nächsten Diagnoseschritt wird überprüft, ob die Querschnittanalyse die Längsschnittanalyse bestätigt oder ob es Wendepunkte (das heißt auch Abweichungen von der ermittelten Position innerhalb des Möglichkeitsraums der idealtypischen Verlaufsformen) gibt. Und schließlich wird geprüft, ob Relevanzbezüge und Wertorientierung passen oder abweichen. Pauschal wird angenommen, dass bei den kontinuierlichen Hinentwicklungen auch Relevanzbezüge und Wertorientierungen auffällig sind (wie das soziale Verhalten), dass bei der Kriminalität im Rahmen der Persönlichkeitsreifung das Sozialverhalten in einigen Bereichen (aber nicht in allen oder den meisten) auffällig ist, Relevanzbezüge und Wertorientierungen dagegen nicht. Bei der Kriminalität im Rahmen sonstiger sozialer Unauffälligkeit sowie der Kriminalität in Krisen  zeigen sich meist Auffälligkeiten bei den Wertorientierungen und/oder Relevanzbezügen.

## Prognose

### Grundsätzliche Prognose
Die grundsätzliche Prognose ist eine aus Idealtypen abgeleitete Prognose, wobei für die kontinuierliche Hinentwicklung zur Kriminalität mit frühem Beginn und die kontinuierliche Hinentwicklung zur Kriminalität mit spätem Beginn eine negative Legalprognose zu stellen ist (beim späten Beginn aber bei Interventionen an bestehende Sozialistationselemente angeknüpft werden kann). Bei der Kriminalität im Rahmen der Persönlichkeitsreifung ist die idealtypische Prognose günstig, weil es sich dabei lediglich um eine Phase krimineller Auffälligkeit handelt. Bei Kriminalität bei sonstiger sozialer Unauffälligkeit ist die Prognose offen, bei Kriminalität in Krisen ist sie im Allgemeinen nicht ungünstig. Bei kontinuierlicher Hinentwicklung zur Kriminoresistenz ist sie eindeutig günstig.
Da aber kaum ein Verlauf identisch mit den idealtypischen Beschreibungen ist, wird in der grundsätzlichen Prognose diskutiert, wie Annäherungen und Zwischenformen zu interpretieren sind.

### Individuelle Basisprognose
In die individuelle Basisprognose fließen alle Erkenntnisse ein, die bei der Begutachtung des Probanden gewonnen wurden. Die Nähe zu idealtypischen Verlaufsformen wird zwar stets berücksichtigt – aber da kein Mensch ein Idealtyp ist und jeder Einzelfall anders, werden hier Stärken und Defizite, Talente und Eigenarten des Begutachteten gewürdigt und in Beziehung zur Delinquenz und zur
Legalprognose gebracht.

### Interventionsprognose
In der Interventionsprognose schließlich werden Behandlungsvorschläge gemacht, wozu es einer fundierten Kenntnis der juristischen und sozialpädagogischen Interventionsmöglichkeiten bedarf. Auch bei negativen Legalprognosen werden ausführliche Behandlungsvorschläge erarbeitet, denn:
„Die neuere Forschung belegt (...) eindrucksvoll, dass die allermeisten kriminellen Karrieren irgendwann enden. Es gibt also keinen Anlass für Defätismus  oder dafür, in so genannten ‚chronischen‘ oder ‚Karrieretätern‘ hoffnungslose Fälle zu sehen und entsprechende Bemühungen um Veränderungen einzustellen. Ob jemand ein hoffnungsloser Fall war, weiß man erst am Ende seines Lebens und nicht vorher.“

## Syndrome krimineller Gefährdung
Ein weiteres Ergebnis der qualitativen Auswertung der Tübinger Jungtäter-Vergleichsuntersuchung waren – neben der MIVEA – die Syndrome krimineller Gefährdung: Sie entstanden dadurch, dass die Kriterien sozialer Auffälligkeit so weit zugespitzt wurden, dass sie in der nicht-delinquenten Vergleichsgruppe nahezu nicht mehr vorkamen. Liegt eines dieser fünf Syndrome vor, ist mit hoher Wahrscheinlichkeit mit baldigen Straftaten zu rechnen. Der Umkehrschluss ist dagegen nicht zulässig. Auch bei Nichtvorliegen der Syndrome kann es zur Delinquenz kommen.
Die Syndrome krimineller Gefährdung sind ein Frühwarnsystem für Eltern, Lehrer, Erzieher und Sozialarbeiter, ersetzen jedoch keine differenzierte MIVEA-Analyse.
Socioscolares Syndrom
Das socioscolare Syndrom ist auf Kindheit und Schulzeit bezogen. Es gilt als gegeben, wenn folgende Symptome gemeinsam auftreten: Hartnäckiges Schulschwänzen verbunden mit Täuschungshandlungen sowie Herumstreunen verbunden mit deliktischen Handlungen (Handlungen also, die im strafmündigen Alter strafrechtlich verfolgt würden).
Syndrom mangelnder beruflicher Angepasstheit (Leistungs-Syndrom)
Das Leistungs-Syndrom kann sich erst ab dem Beginn der Berufsausbildung zeigen. Es gilt als gegeben, wenn folgende Symptome gemeinsam auftreten: Rascher Arbeitsplatzwechsel und Unregelmäßigkeiten der Berufstätigkeit und schlechtes oder wechselndes Arbeitsverhalten.
Konjunkturelle oder strukturell bedingte Arbeitslosigkeit beziehungsweise dadurch bedingter Arbeitsplatzwechsel erzeugen kein Leistungs-Syndrom. Liegt das Syndrom jedoch vor, wiegt es in schwieriger Arbeitsmarktsituation besonders schwer.
Freizeit-Syndrom
Besonders der Freizeitbereich hat außerordentliches Gewicht bei der Früherkennung von krimineller Gefährdung. Das Freizeit-Syndrom gilt als gegeben, wenn folgende Symptome gemeinsam auftreten: Ausweitung der Freizeit zu Lasten des Leistungsbereichs verbunden mit Freizeitaktivitäten mit völlig offenen Abläufen (das bedeutet: ständige Freizeitaktivitäten ohne jede inhaltliche, zeitliche und räumliche Struktur).
Kontakt-Syndrom
Das Kontakt-Syndrom zeigt sich meist parallel zu Auffälligkeiten im Freizeitbereich, weil sich entsprechendes Kontaktverhalten aus unstrukturierten Freizeitaktivitäten ergibt. Es gilt als gegeben, wenn folgende Symptome gemeinsam auftreten: Vorherrschende lose Kontakte oder Milieu-Kontakte und frühes Alter beim ersten Geschlechtsverkehr und häufiger Wechsel der Sexualpartner.
Insgesamt lässt sich dieses Syndrom mit völliger und andauernder Unverbindlichkeit gegenüber anderen Menschen (bei gleichzeitiger Funktionalisierung) bezeichnen.
Syndrom familiärer Belastungen
Dieses fünfte Syndrom fällt aus dem Rahmen der üblichen MIVEA-Logik, weil es nicht das Verhalten des Probanden in seinen sozialen Bezügen beurteilt. Es stellt auf die Frage ab, ob ihm überhaupt eine Familie als Sozialisationsinstanz zur Verfügung stand. Das Syndrom familiärer Belastung gilt als gegeben, wenn folgende Symptome gemeinsam auftreten: Langjährige Unterkunft in unzureichenden Wohnverhältnissen und/oder längere Zeit selbstverschuldet auf staatliche Unterstützung angewiesen und soziale und/oder strafrechtliche Auffälligkeit einer Erziehungsperson und keine ausreichende Kontrolle des Probanden beziehungsweise aktiver Entzug der Kontrolle (dies kann auch vom Kind ausgehen – für die Früherkennung einer Kriminalitätsgefährdung ist es nicht entscheidend, ob fehlende Kontrolle durch das sich entziehenden Kind oder durch an Erziehung nicht interessierte Eltern verantwortet wird).

## Ausbildung und Lehrbücher
Der Lehrstuhl für Kriminologie an der Universität Mainz – Hauke Brettel, vormals Michael Bock, bietet MIVEA-Ausbildung im Rahmen des Studiums an. Außerdem bildete Bock in unregelmäßigen Abständen Praktiker in zwei Stufen aus: Anwender- und Zertifizierungskurse.
Am Institut für Strafrecht, Strafprozessrecht und Kriminologie der Universität Graz werden von Gabriele Schmölzer einschlägige Seminare unter dem Titel Angewandte Kriminologie angeboten.
Die aktuelle Version der MIVEA mit ausführlichen Beschreibungen aller Idealtypen findet sich ausschließlich in der 5. Auflage des Kriminologie-Lehrbuchs von Michael Bock. Die erste Version ist in der Angewandten Kriminologie Göppingers von 1985 zu finden.

## Rezeption der Methode
Obschon Göppinger und Bock die Methode der idealtypisch-vergleichenden Einzelfallanalyse als originär kriminologisch bezeichneten und ihre Darstellung in ihren Kriminologie-Lehrbüchern dominierend ist, wurde sie von der deutschsprachigen Mainstreamkriminlogie kaum rezipiert oder scharf kritisiert und besonders von Vertretern der Kritischen Kriminologie abgelehnt. Stephan Quensel, einer der führenden Vertreter der Kritischen Kriminologie, kritisiert, dass MIVEA den Blick auf das Common-sense-Stereotyp des Verbrechers fixiere und damit das Stigmatisierungs-Risiko steigere. Zudem bemängelt er, dass die Methode seines Wissens „in den letzten 20 Jahren niemals evaluiert wurde.“ Gegen derartige Kritik wehrt sich Bock mit der Annahme, die Methode sei nicht verstanden worden. Allen Kritikern wirft er Diskursversagen vor.